# Séverine Lepape
Séverine Lepape (* 6. Dezember 1979 in Paris) ist eine französische Kunsthistorikerin, Archivarin und Paläographin. Sie ist spezialisiert auf mittelalterliche Ikonographie sowie nordalpine und französische Grafik des 15. bis 16. Jahrhunderts. Seit 2019 leitet sie das Musée national du Moyen Âge in Paris.

## Werdegang
Séverine Lepape absolvierte ein Doppelstudium der Geschichte und der Kunstgeschichte, das sie mit einem Diplom an der École nationale des chartes abschloss. 2007 promovierte sie an der École des hautes études en sciences sociales in mittelalterlicher Geschichte bei Jean-Claude Schmitt mit einer Arbeit über das Bildmotiv der Wurzel Jesse vom 13. bis 17. Jahrhundert. Es folgte ein Postdoc-Aufenthalt an der Universität Laval in Québec ab 2009.
Zwischen 2005 und 2014 betreute sie an der französischen Nationalbibliothek (Bibliothèque nationale de France, BNF) als Konservatorin die Sammlung von Druckgrafiken und Zeichnungen aus dem 15. und 16. Jahrhundert und hatte in Folge dort eine leitende Position in der Abteilung Druckgrafik und Fotografie inne.
Als Kuratorin in der Grafikabteilung des Louvre war Lepape ab 2014 für die Sammlung Edmond de Rothschild verantwortlich. Im September 2019 wurde sie als Nachfolgerin von Elisabeth Taburet-Delahaye zur Direktorin des Musée national du Moyen Âge (Musée de Cluny) berufen.
Séverine Lepape ist die Autorin und Herausgeberin zahlreicher Ausstellungskataloge und anderer Publikationen. Sie lehrte außerdem an Hochschulen, wie der École du Louvre, der École nationale des chartes und dem Institut national du patrimoine (inp).

## Publikationen (Auswahl)
- Représenter la parenté du Christ et de la Vierge. L’iconographie de l’arbre de Jessé en France du Nord et en Angleterre, du XIIIe siècle au XVIe siècle. Paris 2007.
- Contribution à l’oeuvre gravé de Jean IV Leclerc. École nationale des chartes; Bibliothèque nationale de France, Paris 2010.
- Les éditeurs de la rue Montorgueil et les gravures flamandes, la production des Mathonière. In: In monte artium – Journal of the Royal Library of Belgium. Band 3. Brepols, 2010, ISSN 2031-3098.
- Les origines de l’estampe en Europe du Nord, 1400–1470. Paris 2013, ISBN 978-2-84742-279-5.
- Gravures de la rue Montorgueil. BnF Éditions, Paris 2015, ISBN 978-2-7177-2656-5.